# Cucchiaio da zucchero

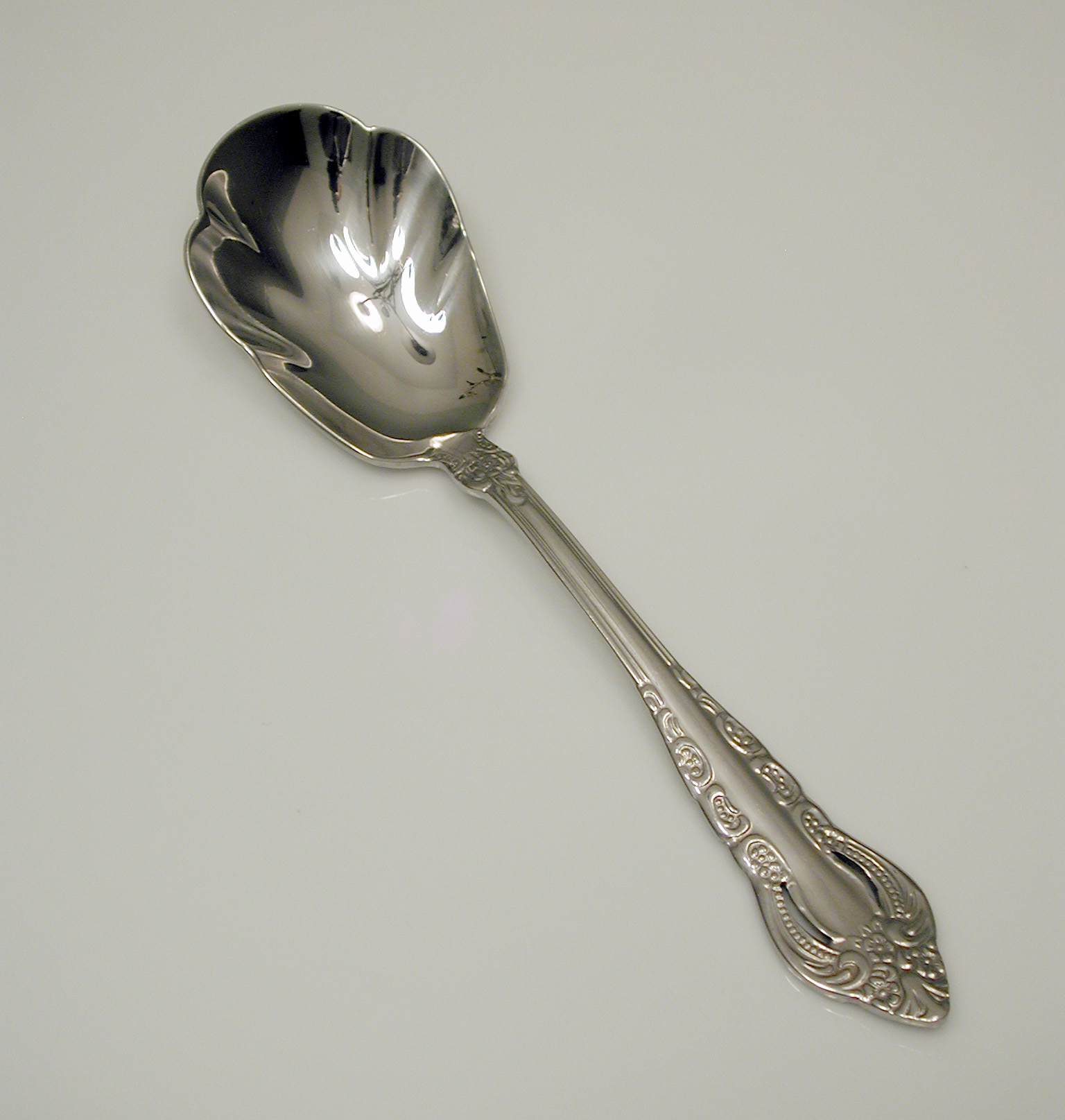
Cucchiaio da zucchero

Il cucchiaio da zucchero è un tipo di cucchiaio usato solamente per prendere lo zucchero sciolto dalla zuccheriera (per lo zucchero in zollette si usa una apposita pinza). Di dimensione intermedia tra un cucchiaio da dolce e un cucchiaino da tè ha la particolarità di avere la conca di forma lobata, simile a quella delle conchiglie, oppure semicilindrica. Usualmente in argento, peltro e raramente in porcellana è un oggetto lussuoso, poco diffuso oggi. Accompagna il servizio da tè o da caffè o una zuccheriera d'argenteria.